# Ally Niyonzima
Ally Niyonzima (ur. 11 lutego 1996 w Bużumburze) – rwandyjski piłkarz grający na pozycji środkowego pomocnika. Od 2022 jest zawodnikiem klubu Bumamuru FC.

## Kariera klubowa
Swoją karierę piłkarską Niyonzima rozpoczął w klubie Académie Tchité FC. W sezonie 2014/2015 zadebiutował w jego barwach w pierwszej lidze burundyjskiej. W latach 2015–2017 był zawodnikiem Mukura Victory Sports FC, a w latach 2017-2019 występował w AS Kigali FC. W sezonie 2017/2018 został z nim wicemistrzem kraju. Jesienią 2019 grał w omańskim Al-Bashayer SC, a wiosną 2020 w Rayon Sports FC, z którym został wicemistrzem Rwandy w sezonie 2019/2020. W sezonie 2020/2021 był piłkarzem tanzańskiego Azam FC, a w sezonie 2021/2022 saudyjskiego Jeddah Club. W 2022 przeszedł do Bumamuru FC. W sezonie 2022/2023 wywalczył z nim mistrzostwo Burundi.

## Kariera reprezentacyjna
W reprezentacji Rwandy Niyonzima zadebiutował 28 maja 2016 w przegranym 0:2 towarzyskim meczu z Senegalem, rozegranym w Kigali.